# Рамганга
Рамганга (хинди रामगंगा; англ. Ramganga) — левый приток реки Ганг, берущий начало в штате Уттаракханд в Индии. Длина реки около 600 км. Водосборный бассейн реки составляет 30 839 км². Во время летних паводков расход воды достигает 2800 м³/с.

## Рамганга Западная

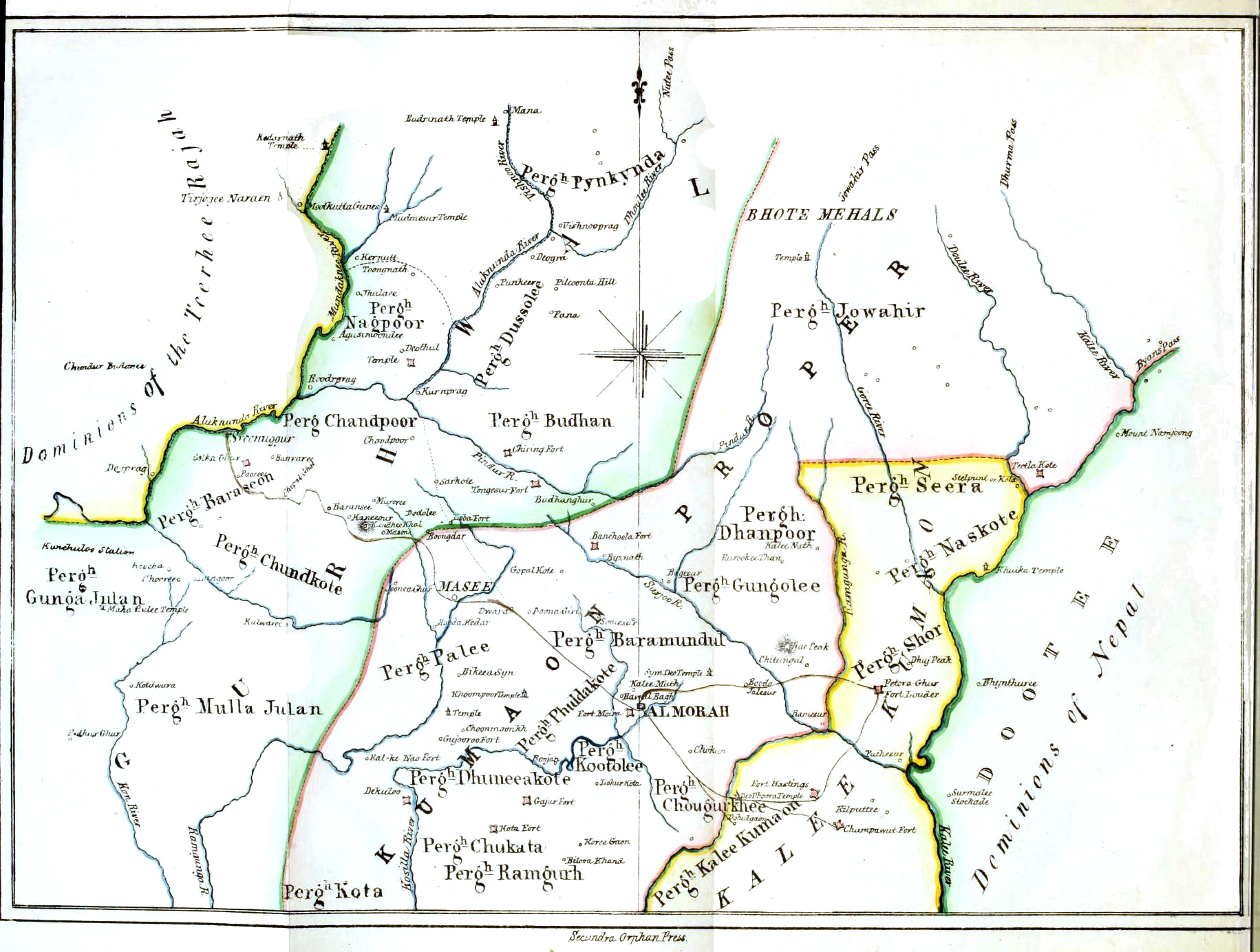
Карта Кумаон, где находится исток реки Рамганга. 1851 г.

Рамганга Западная берет свое начало на склонах Дудхатоли в округе Паури-Гархвал в штате Уттаракханд в Индии в высокогорной зоне ледника Намик (3600 м). Рамганга протекает к юго-востоку от Кумаонских Гималаев, проходит по территории национального парка Корбетт недалеко от Рамнагара в округе Найнитал. На её берегах расположены города штата Уттар-Прадеш: Биджнор, Морадабад, Барели, Бадаюн, Шахджаханпур и Хардой. На реке построена плотина возле Калагарха (частично в округах Биджнор и Паури-Гархвал).

### Течение реки

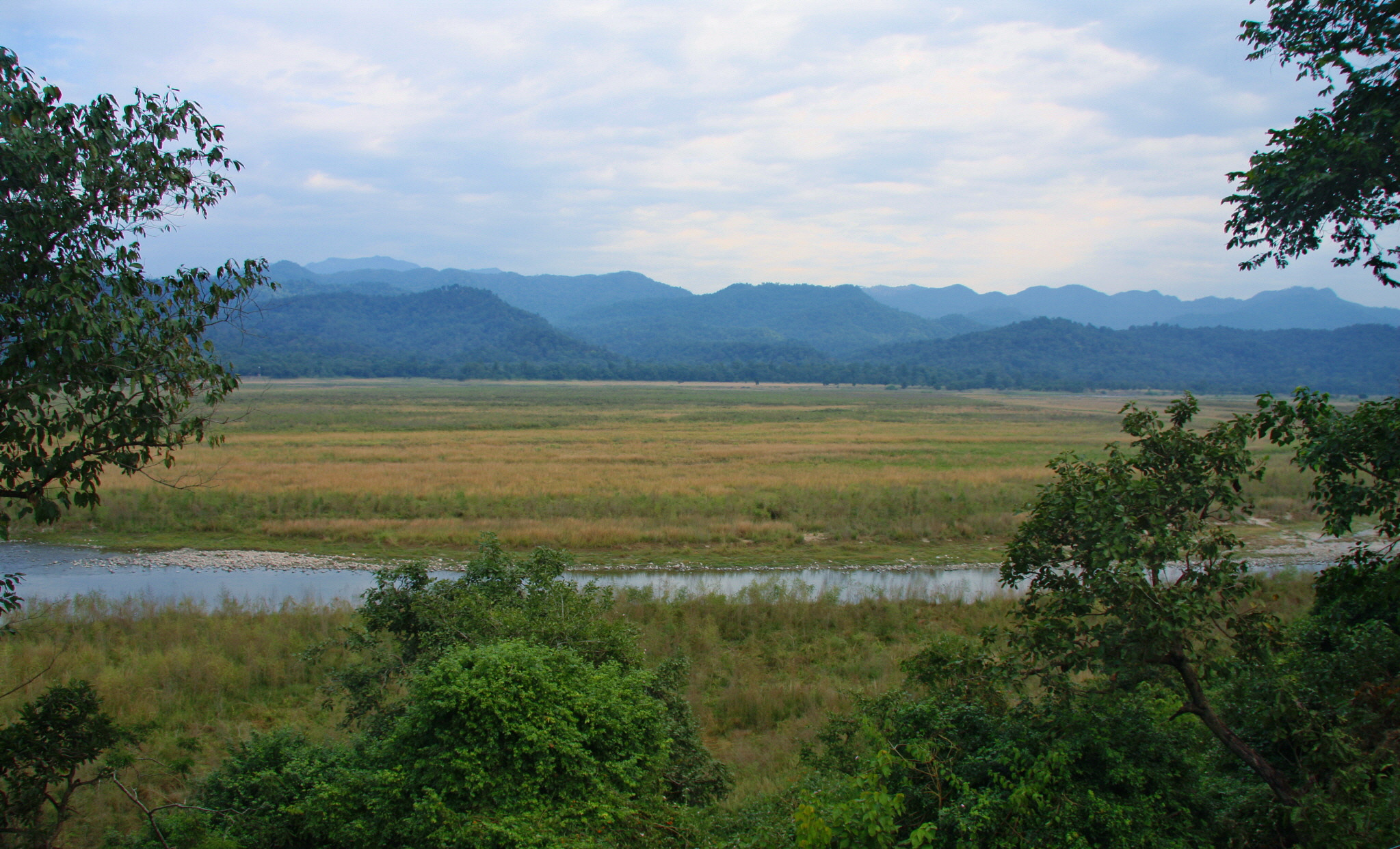
Рамганга в районе Дхикала

Река Рамганга берет свое начало в индийском штате Уттаркханд, на южных склонах горной цепи Дудхатоли в районе Паури-Гархвал. «Дивали Хал» — источник реки, находится в техсиле Герсен (30°05′00″ с. ш. 79°18′00″ в. д.). Затем река течёт по округу Алмора региона Кумаон, через глубокую и узкую долину в техсиле Чаухутия. Далее, поворачивает на юго-запад, где в неё впадает река Тадагатал. Затем она достигает Ганаи, где в неё слева впадает Харогад с гор Дунагири, а справа — Хетасаргад.
Выйдя из Ганаи, она течёт в направлении к Талла-Гивар, где есть открытая долина (долина, по которой текут две реки в разных направлениях). После Маси, долина немного сужается, но некоторые плодородные равнины все ещё встречаются вплоть до храма Бриддхакедар. Здесь в неё впадает река Винод и с этого момента река поворачивает на юг, и по обе стороны реки можно увидеть горы, богатые плодородной почвой и скалами. В районе Бхикиясаина в неё впадают река Гаги с востока и река Наураргад с юга.
Здесь долина снова расширяется. Возле Бхикиясаина река резко поворачивает на запад. Она образует границу между районами Альмора и Паури Гарвал чуть дальше после моста Марчула. Затем река входит в регион Бхабар и течёт на запад от Патли Дан в сторону Национального парка Джима Корбетта.

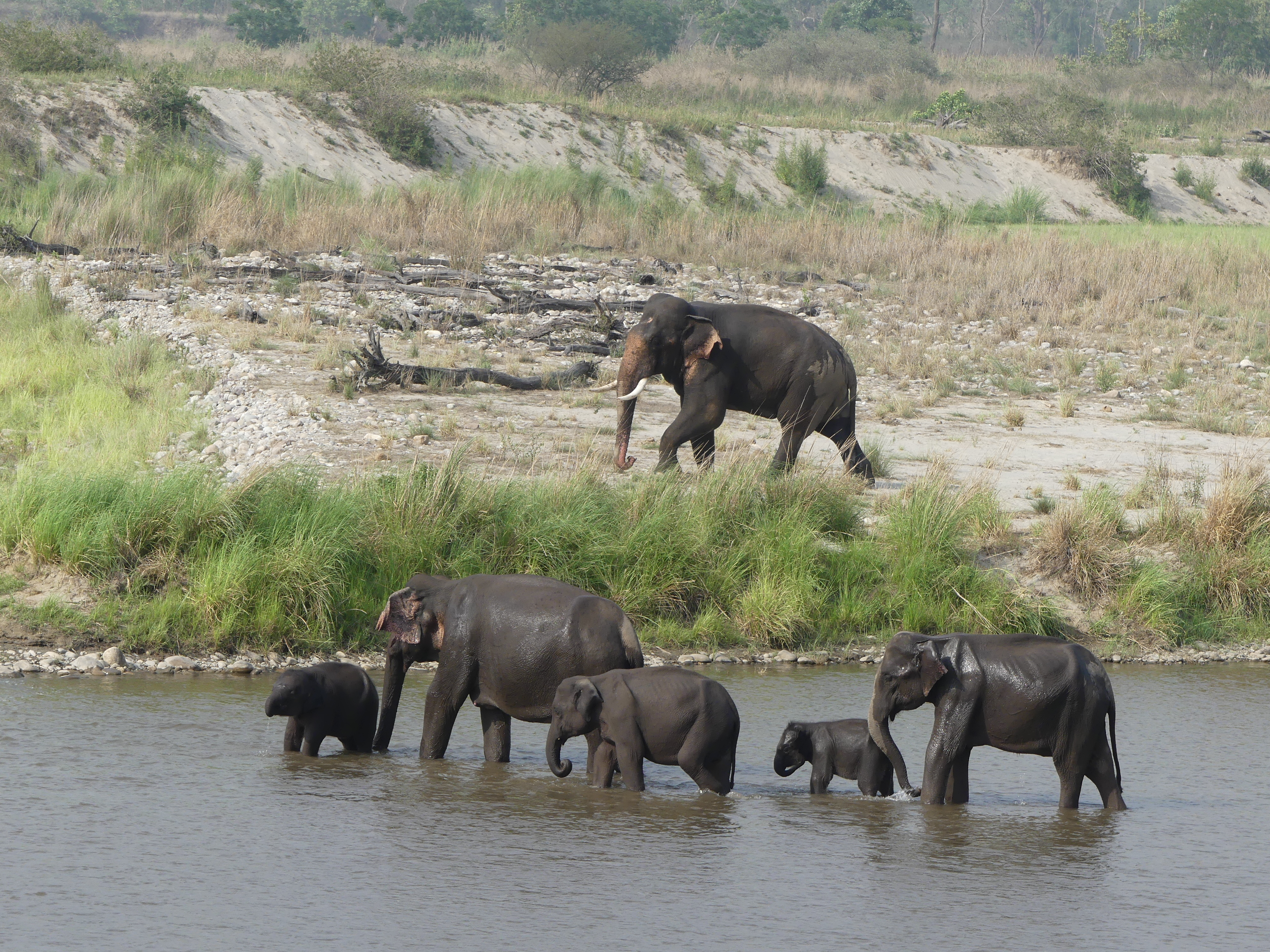
Слоны в парке Корбетт

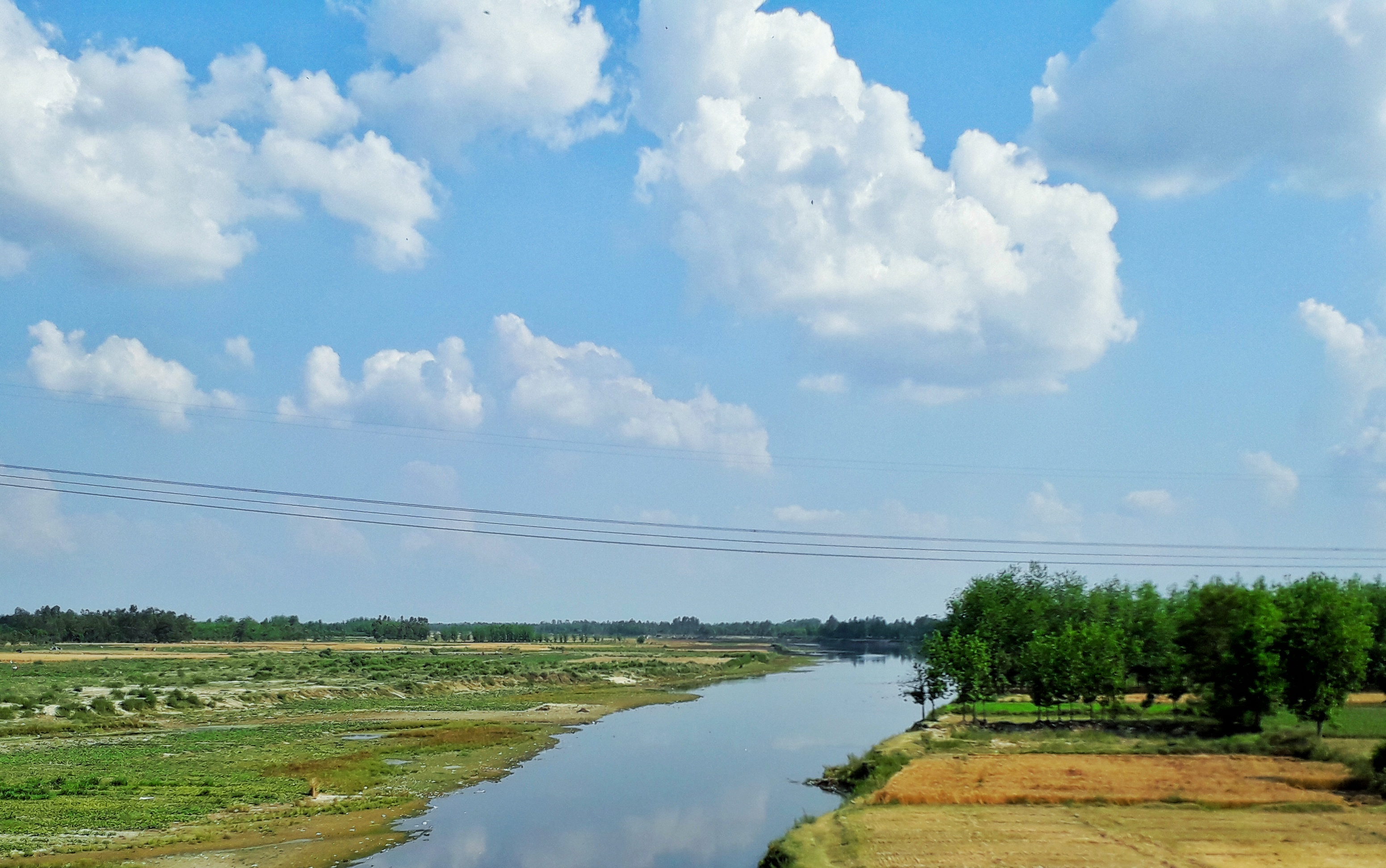
Рамганга в районе Морадабада

Далее Рамганга, к этому моменту уже ставшая большой рекой, течёт по равнине в Калагархе в округе Биджнор штата Уттар-Прадеш. Примерно в 15 милях от построенной на реке плотины, в Рамгангу впадает речка Кхох, после чего она оказывается в округе Морадабад. Здесь она образует границу между техсилами Тхакурдвара и Кант. Затем Рамганга протекает через город Морадабад, и принимает реку Раджера около Далпатпура. Дальше река течёт в направлении Рампура, где в неё впадает река Коси в техсиле Шахабад.
Рамганга протекает через округ Барели в основном в юго-восточном направлении. Здесь с левой стороны в неё впадают притоки Деоран и Накатия. Затем минуя Бадаун и Шахджаханпур и Хардарайоны, она впадает в реку Ганг напротив Каннауджа, пройдя в общей сложности почти 600 км.

## Рамганга Восточная
Другая Рамганга, называемая Рамганга Восточная, берет свое начало с ледника Намик в округе Питхорагарх штата Уттаракханд и течёт на юго-восток. Река питается многочисленными малыми и большими реками и, наконец, впадает в реку Сарджу в Рамешваре около Гхата в Питорагархе.